# Alex Dunbar
Pour les articles homonymes, voir Dunbar (homonymie).

a Compétitions nationales et continentales officielles uniquement.

b Matchs officiels uniquement.
Dernière mise à jour le 22 juillet 2023.
Alexander James Dunbar, dit Alex Dunbar, né le 23 avril 1990 à Dumfries (Écosse), est un joueur international écossais de rugby à XV évoluant au poste de centre (1,91 m pour 102 kg).

## Biographie
Il a obtenu sa première cape internationale avec l'équipe d'Écosse le 8 juin 2013 à l'occasion d'un match contre l'équipe des Samoa à Durban (Afrique du Sud). Il marque ses premiers points internationaux une semaine plus tard en inscrivant un essai lors de sa deuxième sélection face à l'Afrique du Sud.
Durant un entrainement en équipe nationale lors du Tournoi des Six Nations 2015, il se blesse au genou. Les examens médicaux révèlent une rupture du ligament croisé, l'éloignant des terrains pour une période allant entre six et neuf mois, lui faisant manquer la Coupe du monde.
En mai 2021, il annonce prendre sa retraite sportive.

## Palmarès

### En club
- Finaliste du Pro12/14 en 2014 et en 2019 avec les Glasgow Warriors.
- Vainqueur du Pro12 en 2015 avec les Glasgow Warriors.

## Statistiques en équipe nationale
- 31 sélections (30 fois titulaire)
- 35 points (7 essais)
- Sélections par année : 3 en 2013, 8 en 2014, 3 en 2015, 5 en 2016, 9 en 2017, 3 en 2018
- Tournois des Six Nations disputés : 2014, 2015, 2016, 2017